# Oberhorstweiher
Der Oberhorstweiher ist ein im 19. Jahrhundert als Fischteich angelegtes Stillgewässer in Offenbach am Main in Hessen.

## Lage und Ausmaße
Der Weiher liegt im Forst Offenbach südwestlich des Offenbacher Stadtteils Lauterborn zwischen der westlich verlaufenden Bundesautobahn 661 und der Landesstraße L 3313, die dort den Namen Sprendlinger Landstraße trägt. Rund 250 Meter nordwestlich des Gewässers und westlich der Autobahn liegt der ebenfalls zu Offenbach gehörende, größere Buchrainweiher. In etwa 150 Metern Entfernung westlich des Oberhorstweihers verläuft die Stadtgrenze Offenbachs zu Frankfurt am Main und damit zum Frankfurter Stadtwald. Das Gewässer ist etwa 40 Meter lang und maximal circa 25 Meter breit. Seine Wasserfläche beträgt rund 0,08 Hektar (0,5 ha nach Angaben des Umweltamtes der Stadt Offenbach aus dem Jahr 2016). Der Oberhorstweiher entstand durch das Aufstauen mehrerer Rinnsale, die aus Sickerquellen stammten. Entlang des Gewässers fließt der Oberhorstgraben. In nächster Umgebung des Weihers liegen mehrere aus dem Zweiten Weltkrieg stammende, bis zu fünf Meter tiefe Bombentrichter, die sich durch Ansammlung von Grundwasser und selbsttätige Ansiedlung verschiedener Pflanzen- und Tierarten zu Kleinbiotopen entwickelt haben.